# Frank Jack Fletcher
Frank Jack Fletcher (Marshalltown (Iowa), 29 april 1885 – Bethesda, Maryland, 25 april 1973) was een admiraal in de Amerikaanse marine tijdens de Tweede Wereldoorlog. Fletcher was de operationeel commandant in de cruciale slagen om de Koraalzee en bij Midway.
Admiraal Fletcher speelde een belangrijke rol in het stoppen van de Japanse Keizerlijke Marine met wat over was van de zwaar gehavende Amerikaanse Stille Oceaanvloot.
De USS Fletcher (DD-992) is vernoemd naar Admiraal Fletcher.

## Jonge jaren en het begin van zijn marinecarrière
Fletcher werd geboren in Marshalltown (Iowa) op 29 april 1885. Hij was een neef van admiraal Frank Friday Fletcher. In 1902 werd hij toegelaten tot de U.S. Naval Academy. Op 12 februari 1906 legde hij in Annapolis examen af. Na twee jaar dienst ter zee werd hij op 13 februari 1908 benoemd tot vaandrig.
De eerste jaren van zijn carrière bracht hij door op de slagschepen Rhode Island, Ohio en Maine. Verder bracht hij een deel van deze jaren door aan boord van de USS Eagle en USS Franklin. In november 1909 werd hij toegewezen aan de torpedobootjager USS Chauncey. Dit schip maakte deel uit van de "Aziatische Torpedo Vloot". In april 1910 nam hij het commando over van de USS Dale om in maart 1912 terug te keren naar de USS Chauncey, nu als commandant. In december 1912 werd hij alweer overgeplaatst, nu naar het slagschip USS Florida. Als officier aan boord van dit slagschip was hij betrokken bij de bezetting van Veracruz, Mexico in april 1914. Voor zijn moedig gedrag aldaar werd hem de Medal of Honor toegekend. (zie de tekst van de toekenning onderaan)

## Eerste Wereldoorlog
Fletcher werd benoemd tot assistent en luitenant-ter-zee van de staf van de Commander-in-Chief U.S. Atlantic Fleet in juli 1914. Na ongeveer een jaar op deze post keerde hij terug naar de "Naval Academy" voor een baan op het "Uitvoerend Bureau". Na het uitbreken van de Eerste Wereldoorlog diende hij tot september 1917 als artillerieofficier op het slagschip USS Kearsarge. Daarna nam hij het commando over van het patrouillevaartuig USS Margaret om na een paar maanden terug te keren naar de torpedobootjagers. Hij werd in februari 1918 overgeplaatst naar de USS Allen alvorens in mei 1918 het commando over te nemen van USS Benham. Voor zijn moedige gedrag als commandant van de USS Benham tijdens zijn risicovolle werk bij het patrouilleren in Europese wateren en bij het beschermen van vitale konvooien, kreeg hij het Navy Cross.
Van oktober 1918 tot februari 1919 was hij betrokken bij het gereedmaken en uitrusten van de torpedobootjager USS Crane. Daarna werd hij benoemd tot eerste commandant van de USS Gridley toen zij formeel in dienst gesteld werd. Terug in Washington was hij van april 1919 tot en met september 1922 hoofd van de "Detacherings Sectie, Afdeling Dienstplichting Personeel" van het "Bureau of Navigation" (personeelsafdeling).

## Interbellum
Hij keerde terug naar Azië en had daar kort na elkaar het commando over de USS Whipple, USS Sacramento, USS Rainbow en de bevoorradingsbasis U.S. Naval Station Sangley Point in Cavite City. Daarna diende hij van maart 1925 tot 1927 op de Washington Navy Yard. Na deze periode werd hij "uitvoerend officier" op de USS Colorado, gevolgd door een opleiding voor hogere officieren aan het Naval War College in Newport, welke hij afrondde in juni 1930.
Fletcher werd benoemd tot stafchef van de opperbevelhebber van de Atlantische Vloot in augustus 1931. In de zomer van 1933 werd hij overgeplaatst naar het "Bureau van de Bevelhebber Marine Operaties". Na deze benoeming had hij gedurende de periode november 1933 tot mei 1936 dienst als assistent van de Secretary of the Navy Claude A. Swanson. In juni 1936 nam hij het commando over van de USS New Mexico, het vlaggenschip van 'Slagschip Divisie Drie'. In 1937 werd hij lid van de Naval Examining Board en werd in juni 1938 onder-chef van het Bureau of Navigation. Na zijn terugkeer in de Stille Oceaan was hij tussen september 1939 en december 1941 achtereenvolgens commanddant van de 'Kruiser Divisie Drie', 'Kruiser Divisie Zes', 'Kruiser Verkennings Eenheid' en 'Kruiser Divisie Vier'.

## Tweede Wereldoorlog

### Wake Island; 8 december 1941 - 23 december 1941
Als reactie op rapporten van US Marinier op Wake Island over Japanse bombardementen en een daarop volgende invasiepoging in de eerste week na Pearl Harbor, werd Fletcher naar het westen gestuurd met het vliegdekschip USS Saratoga van Task Force 11 om hulp te bieden. Hij was al een dag onderweg toen de plannen werden gewijzigd en hij te horen kreeg dat hij moest wachten op de USS Lexington onder vice-admiraal Wilson Brown van Task Force 12. De volgende dag voerden de Japanners een succesvolle landing uit en bezetten Wake Island. Admiraal Pye, die waarnemend opperbevelhebber van de Stille Oceaan Vloot was voor admiraal Nimitz, riep daarop de task force terug.

### Januari - april 1942
Op 1 januari 1942 nam schout-bij-nacht Fletcher het commando over van Task Force 17, opgebouwd rondom het vliegdekschip USS Yorktown. Hij was, als admiraal van gewone schepen, gekozen boven andere, langer dienende, officieren om deze task force te leiden. Hij leerde het vak van luchtoperaties ter zee in de praktijk tijdens het escorteren van troepen naar de Zuidelijke Stille Oceaan. Hij was junior task force commandant onder de voogdij van experts: vice-admiraal William Halsey gedurende de aanvallen op de Marshall- en Gilberteilanden in februari; vice-admiraal Wilson Brown tijdens de aanvallen op de vijandelijke landingen op Nieuw-Guinea in maart; en hij had luchtvaartexpert schout-bij-nacht Aubrey Fitch bij zich gedurende de eerste Slag in de Koraalzee.

### Koraalzee; 4 mei - 8 mei 1942
In mei 1942 commandeerde Fletcher de verschillende taskforces gedurende de Slag in de Koraalzee. Deze slag is beroemd geworden als de eerste vliegdekschip-tegen-vliegdekschip slag, uitgevochten door vloten die nimmer in elkaars zicht kwamen.
Fletcher, aan boord van de Yorktown van task Force 17, patrouilleerde in de Koraalzee en maakte daar contact met schout-bij-nacht Aubrey Fitch, aan boord van de USS Lexington van Task Force 11 en een groep tankers. Fletcher rondde eerste het bijtanken af en trok toen naar het westen. Na het ontvangen van het bericht dat de Japanners Tulagi aan het bezetten waren, viel Task Force 17 onmiddellijk aan. Daarbij werden de landingsstranden bestookt en verschillende kleine schepen tot zinken gebracht. Daarna voegde hij zich op 5 mei weer bij de USS Lexington en een Australische kruiservloot onder leiding van schout-bij-nacht John Gregory Crace.
De volgende dag meldde Inlichtingen dat een Japanse invasiemacht op weg was naar Port Moresby, Papoea-Nieuw-Guinea en dat er een vloot vliegdekschepen in de omgeving voer. Op de morgen van 7 mei stuurde Fletcher de Australische kruisers achter de invasiemacht aan terwijl hij op zoek ging naar de Japanse vliegdekschepen. Zijn piloten brachten het Japanse vliegdekschip Shōhō tot zinken dat als escorte fungeerde voor de troepentransportschepen. In de tussentijd vonden vliegtuigen van schout-bij-nacht Chūichi Hara de Amerikaanse tanker USS Neosho en beschadigden hem zwaar (enkele dagen later werd hij door de USS Henley alsnog tot zinken gebracht). Denkende met een vliegdekschip te maken te hebben vielen de Japanners met volle kracht aan en brachten tegelijk ook de escorterende torpedobootjager USS Sims tot zinken.
Op 8 mei ging bij het eerste licht de derde ronde van start. Fletcher stuurde 75 vliegtuigen in de lucht, Hara 69 vliegtuigen. Fitch had meer ervaring met het afhandelen van luchtoperaties zodat Flechter dit deel aan hem overliet. De Shokaku werd getroffen maar niet onder de waterlijn. Ze was evenwel buiten gevecht gesteld. De Zuikaku had deze aanval ontweken door zich te verstoppen in een plotselinge regenbui.
Beide Amerikaanse vliegdekschepen werden getroffen bij Hara's aanval. De USS Yorktown werd alleen door bommen getroffen en doorstond de aanval. De USS Lexington werd door zowel bommen als torpedo's getroffen en moest later op de dag worden opgegeven.
Hara gebruikte de Zuikaku niet om de overwinning te behalen maar trok terug. De invasievloot, nu zonder luchtdekking, trok ook terug waarmee de invasie van Port Moresby was verijdeld. Flechter had het doel van zijn missie bereikt ten koste van een vliegdekschip, een tanker en een torpedobootjager. Verder hadden zijn Wildcats de Japanse luchtvloot verslagen met 52 tegen 35 (vooral ten koste van de macht van de Zuikaku) en daarnaast de Shokaku zwaar beschadigd. Beide Japanse vliegdekschepen waren niet in staat deel te nemen aan de Slag bij Midway in de daaropvolgende maand.
De Slag in de Koraalzee was de eerste slag in de Tweede Wereldoorlog waarin de Japanse Marine werd verslagen. In de slagen bij Pearl Harbor, Indonesië, Australië en Ceylon hadden zij de Amerikaanse, Britse, Nederlandse en Aziatische vloten verslagen en geen schepen verloren groter dan mijnenvegers en duikboten.

### Midway; 4 juni - 7 juni 1942
In juni 1942 was Fletcher "Taktisch Commando Officier" tijdens de Slag bij Midway met twee task forces onder zijn commando: zijn gebruikelijke Task Force 17 met de haastig gerepareerde USS Yorktown en Task Force 16 met de USS Enterprise en USS Hornet. Normaal gesproken zou vice-admiraal William Halsey dit commando gevoerd hebben, maar die lag met een huidziekte in het ziekenhuis. Halsey was daarom vervangen door schout-bij-nacht Ray Spruance. Toen vliegtuigen van vier Japanse vliegdekschepen Midway aanvielen, trokken ook de Amerikanen ten aanval. Gewaarschuwd door een gebroken code lagen zij ten noordwesten van Midway in een hinderlaag. De aanval was effectief. Drie Japanse vliegdekschepen werden tot zinken gebracht: de Akagi, de Kaga en de Sōryū. De USS Enterprise en de USS Hornet verloren echter zeventig vliegtuigen en meer dan honderd manschappen. Tijdens een tegenaanval vonden de Japanners de USS Yorktown en beschadigden hem zwaar. Kort daarna vonden Fletchers verkenningsvliegtuigen het vierde Japanse vliegdekschip waarna de USS Enterprise, deels met vliegtuigen van de USS Yorktown, de Hiryu tot zinken brachten. Daarna gaf Fletcher Spruance een vrije jacht. In de volgende paar dagen vond Spruance twee beschadigde kruisers waarvan hij er een tot zinken bracht. De Japanse slagvloot en het troepentransport wisten echter te ontsnappen.
De Japanse duikboot I-168 vond de USS Yorktown die traag naar zijn basis voer. De torpedo's brachten de USS Yorktown en de begeleidende torpedobootjager USS Hammann tot zinken.
Japan beschikte toen over zeven grote vliegdekschepen: één nieuwe en zes die betrokken waren bij de aanval op Pearl Harbor. Hiervan werden er vier bij Midway tot zinken gebracht. De slag bracht de ongelijke krachtsverhoudingen gelijk.

### Landing op Guadalcanal; 7 augustus - 9 augustus 1942
In augustus 1942 konden de Amerikanen eindelijk tot het offensief overgaan. Vice-admiraal Fletcher commandeerde toen Task Force 61 invasie op Tulagi en Guadalcanal door de 1e divisie mariniers. Luchtsteun werd verleend bij de landing op Tulagi terwijl de landing op Guadalcanal zonder tegenstand geschiedde. Fletcher besloot daarom zijn kostbare vliegdekschepen terug te trekken uit de gevarenzone aangezien ze niet langer nodig waren. Schout-bij-nacht Richmond K. Turners operatie om de voorraden aan land te brengen ging echter niet zo goed als verwacht. Hij meldde dit niet aan Fletcher en was uiteindelijk gedwongen terug te trekken na het vertrek van Fletcher, tot woede van de mariniers. De aanwezige mariniers waren echter niet in gevaar, aangezien de Japanners alleen een constructiebataljon op het eiland hadden. Het gevaar voor de vliegdekschepen was echter vele malen groter daar zij binnen het bereik waren van talloze Japanse vliegtuigen aan land, zowel gewone bommenwerpers als duikbommenwerpers en torpedobommenwerpers. Vandaar dat hij ervoor koos om terug te trekken en zich voor te bereiden op de onvermijdelijke tegenaanval.
Een apart incident moet nog genoemd worden: de Zeeslag bij het eiland Savo.
Geallieerde oorlogsschepen onder schout-bij-nacht Victor Crutchley (RN), die de troepentransportschepen beschermden, werden door een Japanse aanval verrast. De aanval kwam om middernacht en duurde slechts 32 minuten. Een Japanse aanvalsmacht, bestaande uit zeven kruisers en een torpedobootjager onder bevel van de Japanse viceadmiraal Gunichi Mikawa, bracht in deze eenzijdige aanval één Australische en drie Amerikaanse kruisers tot zinken en beschadigden een andere Amerikaanse kruiser en twee torpedobootjagers. De transportschepen bleven ongeschonden. Fletcher kreeg kritiek dat zijn vliegdekschepen te ver teruggetrokken waren voor een vergeldingsaanval, maar de korte duur van de aanval en het tijdstip hadden dit toch onmogelijk gemaakt.

### Zeeslag bij de Oostelijke Salomonseilanden; 24 en 25 augustus 1942
Fletcher gebruikte zijn overgebleven vliegdekschepen twee weken later bij de Zeeslag bij de Oostelijke Salomonseilanden. Hij bestreed in deze slag een superieure Japanse vloot die Guadalcanal wilde heroveren. Ook deze slag werd geheel door vliegtuigen uitgevochten.
Fletcher trok als eerste ten strijde en bracht een zesde vliegdekschip, de Ryujo, tot zinken. De slag zelf was feitelijk een gigantisch kringgevecht gemengd met luchtafweer vanaf de schepen. De Verenigde Staten verloren in deze slag twintig vliegtuigen, Japan verloor zeventig vliegtuigen. De USS Enterprise (CV-6) werd geraakt door drie bommen en het Japanse vliegdekschip Chitose werd bijna tot zinken gebracht maar wist nog net drijvend te blijven. De Japanners trokken terug zonder hun troepen op Guadalcanal aan land te kunnen zetten. Zij moesten zich verlaten op de Tokyo Express: nachtelijke bezoeken van torpedobootjagers om een paar honderd manschappen en voorraden af te leveren. Fletcher, zoals gebruikelijk, moest zich verweren tegen vragen van niet-strijdenden en kreeg kritiek van admiraal Ernest King in Washington, vanwege het niet-achtervolgen van de Japanse vloot toen ze terugtrok. Fletcher raakte op 31 augustus lichtgewond aan zijn hoofd toen zijn vlaggenschip USS Saratoga getorpedeerd werd door een Japanse onderzeeboot. Dat leverde hem zijn eerste verlof op na acht maanden voortdurende strijd. Vermoedelijk vanwege de kritiek van admiraal King, keerde hij na zijn verlof niet terug als commandant van Task Force 17.

### Het noorden
In november 1942 werd Fletcher benoemd tot commandant van het 13e "Naval District" en tot commandant van het "Noordwestelijke Zeefront", dit om de publieke angst voor een invasie vanuit het noorden te kalmeren. Een jaar later werd hij benoemd tot commandant "Noordelijke Stille Oceaan", een positie die hij behield tot het einde van de oorlog toen zijn troepen Noord-Japan bezetten. Hij was als commandant "Noordelijke Stille Oceaan" onder meer verantwoordelijk voor het bombardement van de Koerillen.

## Na de oorlog
Vice-admiraal Fletcher werd in 1946 benoemd tot lid van de Navy's General Board. In 1947 ging hij in de rang van admiraal en voorzitter van de Navy's General Board met pensioen. Hij trok zich terug op zijn landgoed Araby, in Maryland.
Veel van Fletchers archieven zijn gedurende de oorlog verloren gegaan. Hij weigerde echter om deze aan de hand van de Pentagon archieven te reconstrueren. Hij werkte ook niet samen met Samuel Eliot Morison, die op dat moment bezig was met het schrijven van History of United States Naval Operations in World War II. Dit leverde Fletcher een zeer kritische benadering op door de schrijver.
Admiraal Frank Jack Fletcher stierf op 25 april 1973, vier dagen voor zijn 88ste verjaardag, in het Marinehospitaal te Bethesda. Als drager van de Medal of Honor werd hij begraven op Arlington National Cemetary.

## Militaire loopbaan
- United States Naval Academy: 1902-1906
- Ensign: 13 februari 1908
- Flag Lieutenant: 1914[4]
- Commander 1918[4]
- Captain:  september 1931[4]
- Rear Admiral: november 1939[2][4]
- Vice Admiral: 26 juni 1942[4]
- Admiral: 1 juni 1947[4]

## Onderscheidingen
- Medal of Honor[5] op 12 april 1915[6]
- Navy Cross[5]
- Navy Distinguished Service Medal[5]
- Distinguished Service Medal (U.S. Army)[5]
- Purple Heart[5]
- American Defense Service Medal
- Azië-Pacifische Oceaan Campagne Medaille
- Overwinningsmedaille
- World War II Victory Medal

## Medal of Honor
Toekenning:
For distinguished conduct in battle, engagements of Vera Cruz, 21 and 22 April 1914. Under fire, Lt. Fletcher was eminent and conspicuous in performance of his duties. He was in charge of the Esperanze and succeeded in getting on board over 350 refugees, many of them after the conflict had commenced. Although the ship was under fire, being struck more than 30 times, he succeeded in getting all the refugees placed in safety. Lt. Fletcher was later placed in charge of the train conveying refugees under a flag of truce. This was hazardous duty, as it was believed that the track was mined, and a small error in dealing with the Mexican guard of soldiers might readily have caused a conflict, such a conflict at one time being narrowly averted. It was greatly due to his efforts in establishing friendly relations with the Mexican soldiers that so many refugees succeeded in reaching Vera Cruz from the interior.